# 东风4DJ型柴油机车
东风4DJ型柴油机车（DF4DJ），原称东风4DAC型柴油机车（DF4DAC），是中国铁路使用的电力传动柴油机车车型之一，也是中国第一代采用交流传动技术的国产柴油机车，由大连机车车辆厂及德国西门子交通集团于2000年共同研制。东风4DJ型柴油机车是以东风4D型柴油机车为基础的交流传动试验性车型，主要目的为验证交流传动技术的优越性，柴油机、转向架和机械装置由大连机车车辆厂提供，主发电机采用按照西门子公司技术要求、委托由永济电机厂制造的JF216型同步发电机，牵引传动系统则应用了西门子公司提供的IGBT牵引变流器、1TB2630型交流异步牵引电动机和SIBAS 32微机控制系统。动力装置采用16V240ZJD型柴油机，柴油机装车功率为4,000马力（2,940千瓦），机车标称功率为3,300马力（2,425千瓦），最大运用速度为145公里/小时。

## 发展历史

### 开发背景
自1990年代起，交流传动技术已经逐步成为了国际上电力传动柴油机车发展的必然趋势，美国、德国、瑞士、日本等国均开始批量生产交流传动柴油机车。由于采用了更为可靠的异步交流牵引电动机，可以大幅减少牵引电动机的维修并延长机车维修间隔，同时能够有效改善粘着控制和防空转特性从而得到更高的轮周牵引力，为机车进一步提高单轴功率创造了条件。1990年代初，为了满足中国铁路“提速、重载”的发展需要，中华人民共和国铁道部决定在第九个五年计划期间着手开发以交流传动技术为主要特征的中国第四代柴油机车，中国铁路机车车辆工业总公司并将该目标列入了机车车辆工业“九五”科技发展计划。早于1994年，大连机车车辆厂已经开始了交流传动柴油机车的设计研究，最初的构想是开发一款以东风6型柴油机车作为基础的交流传动机车。交流传动的核心技术是逆变装置及其控制系统，惟当时中国在这方面的技术尚未成熟，遂选择与外国厂商合作。1995年12月18日，时任中华人民共和国铁道部部长韩杼滨、副部长国林到工厂视察，回应工厂上马交流传动柴油机车时指出，“京广线、京沪线要开通5000吨重载列车，要一通到底，GTO要求电流大，电压高，国内达不到，引进交直交技术势在必行，内燃、电力要同步上……大连厂要研究确定一下与谁合作搞交直交技术”。
1997年，三种交流传动柴油机车研制计划被列入了铁道部科技计划，分别以东风6型（由于东风6型机车未能投入批量生产，故后来改以东风4D型机车作为基础）、东风8B型（后来发展为东风8BJ型柴油机车）、东风5型柴油机车（后来发展为NJ1型柴油机车）为基础。交流传动技术按照应用元件划分，先后经历了快速晶闸管（KK）、可关断晶闸管（GTO）、绝缘栅双极晶体管（IGBT）三个发展阶段；为了尽快缩短中国与国际先进水平的差距，铁道部决定在交流传动柴油机车的发展上，跳过GTO阶段，直接引进国外先进的IGBT技术。大连机车车辆厂经过长时间的研究和谈判，决定联同德国西门子公司合作。1998年5月，大连机车车辆厂与西门子公司签署了关于合作生产大功率交流传动内燃机车的合作备忘录。1998年12月，时任铁道部长傅志寰提出“争取用十年左右的时间，完成直流传动向交流传动转换”的发展战略目标。1999年4月1日，大连机车车辆厂与西门子公司正式签订合作协议。技术合作分为三个阶段实行，第一阶段是以东风4D型柴油机车为基础，应用西门子提供的交流传动系统，试制两台东风4DAC型交流传动柴油机车；第二阶段是双方共同研制用于出口的交流传动柴油机车；第三阶段是双方共同研制用于中国铁路的交流传动柴油机车。

### 研制过程
东风4DAC型柴油机车是在东风4D型机车的基础上，应用了西门子公司提供的交流传动技术，将“欧洲短跑手”（EuroSprinter）系列ES64F型电力机车（德国铁路152型电力机车）上试验的IGBT模块移植到东风4DAC型机车的牵引逆变器。由于该型机车的主要目的为验证交流传动技术相比直流传动技术的优越性，因此机车除传动系统以外的部分尽量保持与东风4D型机车相同，以获得更具比较性的测试数据。根据合同规定，大连机车车辆厂负责机车总体设计，提供车体、机械设备、转向架及柴油机；永济电机厂根据西门子的技术要求设计制造牵引发电机；西门子提供机车使用的1TB2630型交流异步牵引电动机、牵引变流装置、交流辅助发电机以及SIBAS 32微机控制系统等部件。
1999年7月，机车技术设计方案通过厂内设计评审，并开始进行施工设计。2000年2月，第一台机车进入总组装阶段；同年4月至5月，机车在工厂内进行出厂前的静态和动态调试。2000年6月28日，东风4DAC型8001号机车（DF4DAC-8001）在大连机车车辆厂举行落成剪彩仪式，铁道部原总工程师周翊民、中车公司副总经理郑昌泓、铁科院副院长王忠文、大连市经委副主任王乃波、西门子公司代表克劳塞克等出席大会并为机车剪彩。2000年6月，东风4DAC型8002号机车（DF4DAC-8002）完成组装；同年12月20日，该机车完成第一次试运行后出厂。同年年内，铁道部正式将这种机车定型为东风4DJ型，两台机车分别更名为东风4DJ型0001号及0002号机车（DF4DJ-0001、DF4DJ-0002）。

### 试验考核
2000年8月，东风4DJ型0001号机车在铁道部科学研究院北京环形铁道内进行了安全性能、牵引性能、制动性能、防空转性能、机车阻力等试验，均达到了设计要求。此后，机车又在京承铁路北京至洞庙河区段、京秦铁路北京至秦皇岛区段分别完成了小半径曲线和高速动力学试验，期间最高试验速度达到158公里/小时。2001年5月，两台机车完成安全评估试验后，根据铁道部运输局的安排，配属北京铁路局丰台机务段投入运用考核，主要担当京原铁路丰台西至灵丘、京山铁路丰台西至南仓间的货运交路，至2003年7月均已完成15万公里运用考核。
东风4DJ型机车在性能试验和运用考核期间都表现出良好的性能。与相同功率等级的东风4D型货运机车比较（持续速度为24.5公里/小时，恒功率速度范围为24.5~100公里/小时），东风4DJ型机车具有较低的持续速度（19.9公里/小时）和较大的恒功率速度范围（25~145公里/小时），起动牵引力由480千牛提高到555千牛、持续牵引力亦由341千牛提高到444千牛。根据丰台机务段于2002年对该段配属各型货运机车燃油消耗情况的统计，与东风4B型、东风4C型、东风4D型、东风8B型货运机车相比，东风4DJ型机车是燃油消耗率最低的车型，万吨公里油耗仅为16.3公斤。

### 运用历史
两台东风4DJ型机车完成运用考核后继续配属丰台机务段，担当京山铁路丰台西至南仓的货运交路牵引任务。由于车上的牵引变流系统和SIBAS微机控制系统为西门子产品，对机车的故障诊断、维护检修造成一定困难。机车遇到变流系统方面的故障时需通知西门子公司，中方人员技术人员从机车下载数据之后上传到西门子德国本部，经德方分析故障原因和提出解决方案后，通知西门子公司在华售后服务组进行处理，因此往往需要花费较长的时间才能解决故障。2005年8月，丰台机务段开始将两台东风4DJ型机车停运封存。2010年6月，东风4DJ型0001号机车经外观翻新后移交给中国铁道博物馆永久收藏。2011年11月底，东风4DJ型0002号机车于丰台机务段储备厂内报废及拆解。

## 技术特点

### 总体布置
东风4DJ型柴油机车是干线客货运用的六轴柴油机车，机车标称功率为3,300马力（2,425千瓦），构造速度为145公里/小时，运转整备重量为138吨。东风4DJ型机车的车体结构及设备布置与东风4D型机车大致相同，采用双司机室、内走廊式、全钢焊接结构的框架式侧墙承载车体，车体由左右侧壁、底架、车顶、内部隔墙、两端司机室等部分焊接在一起，车体主要骨架采用16Mn低合金钢材。车体长度为20,200毫米，车钩中心线间距为21,100毫米，车体宽度为为3,309毫米，车体高度为4,532毫米。车体两端设有同等功能的司机室，可双向操纵机车。车体底架两端装有13号下作用车钩和牵引缓冲装置。车体底架下部两台转向架之间吊挂着一个燃油箱，燃油箱容量为9,000升。燃油箱两侧设有铅酸蓄电池组，燃油箱前后端各装有一个总风缸。
机车从前到后分别为第一司机室、电气室、动力室、冷却室、辅助室、第二司机室六个部分，除司机室外其余各室顶部均设计成活动顶盖，以便拆装车内部件。司机室内机车运行方向的左侧设有包含一系列仪表和按钮的司机操纵台（与东风4D型机车相比，东风4DJ型机车的司机操纵台还增加了牵引力指示表和微机显示屏。）、空气制动机的自动制动阀和单独制动阀等，右侧设有副司机座席、控制开关及电炉等，司机室还设有空调和电暖装置。电气室内设有电气控制柜、牵引变流器柜、制动电阻柜、微机控制装置、行车安全装置等电气设备，以及由启动变速箱驱动的起动发电机、前转向架牵引电动机通风机等辅助设备。位于机车中部的动力室内安装了一套柴油发电机组，并设有空气滤清器、燃油滤清器、燃油输送泵、机油滤清器、机油热交换器、膨胀水箱等辅助设备。动力室顶棚两侧设有车体通风机，将柴油机运转时产生的燃气和热风抽出。为了方便对动力装置的检修，机车除了在司机室设有侧门外，在动力室的两侧也设有一对侧门。 
冷却室内设有冷却水系统和散热装置，冷却室顶部装有V型结构的扁管肋片式散热器，及以两个直径为1,600毫米的轴流式冷却风扇，冷却风扇由静液压马达传动。机车设有两套独立的循环冷却水系统，分别为冷却柴油机的加压封闭循环高温冷却水系统（12个散热器单节），以及冷却增压空气、机油、静液压传动油的低温冷却水系统（32个散热器单节）。散热器下方设有静液压变速箱、后转向架牵引电动机通风机、空气压缩机等，柴油机自由端通过传动轴与静液压变速箱相连，并通过尼龙绳传动轴带动后转向架牵引电动机通风机。冷却室左右两侧侧壁各设有六个通风百叶窗口。辅助室内取消了东风4D型机车上配备的预热锅炉，代之以一台50千瓦的里卡多6105型辅助柴油发电机组，额定输出电压为400伏特50赫兹三相交流电，它既可以独立运转也可和主柴油机同时运行，在寒冷季节主要作为柴油机起动预热能源，在主柴油机停机时则可向空调、照明、取暖、蓄电池供电。空气制动装置采用JZ-7型空气制动机，并采用两台NPT5型空气压缩机与之配合，制动机可以单独制动机车或同时制动机车和列车。停放制动采用弹簧停车制动器。

### 柴油机
东风4DJ型机车的动力装置与东风4D型机车相同，装用一台由大连机车车辆工厂制造的16V240ZJD型柴油机，该型柴油机是在16V240ZJB型和16V240ZJC型柴油机的基础上，通过与英国里卡多公司的技术合作对柴油机结构作出改良，于1986年开发完成的大功率柴油机，为240/275系列柴油机产品之一。16V240ZJD型柴油机是一款16气缸、四冲程、V型结构、直接喷射、废气涡轮增压、增压空气中间冷却的中速柴油机。气缸内径为240毫米，活塞行程为275毫米，气缸V形夹角为50°，额定转速为每分钟1000转，最低空载转速为每分钟430转，平均有效压力为1.774兆帕，UIC标定功率为4,400马力（3,240千瓦），装车功率为4,000马力（2,940千瓦），额定满功率运转时的燃油消耗量为152克/有效马力·小时（207克/有效千瓦·小时），设计使用寿命为25000小时。

### 传动系统
东风4DJ型机车采用架控模式的交—直—交流电传动装置，主传动装置包括JF216型无刷励磁同步牵引发电机、西门子公司提供的牵引变流装置和1TB2630型交流异步牵引电动机。柴油机曲轴通过法兰盘驱动一台设有两个电、磁隔离绕组的交流同步发电机，两个绕组发出的三相交流电分别供给两组相互独立的整流装置，转换成直流电后再供给两组牵引逆变器，将直流电转换成频率、电压可调节的三相交流电，分别向每台转向架上的三台并联连接的异步牵引电动机供电，通过传动齿轮驱动轮对。

#### 牵引发电机
牵引发电机采用由永济电机厂根据西门子公司的技术要求而设计制造的JF216型交流同步发电机。该型发电机是无刷励磁的三相凸极式同步发电机。发电机转子设有主发电机的励磁绕组和励磁机的三相电枢绕组，而励磁机的励磁绕组则设在主发电机定子上，励磁机的励磁电流经微机控制系统（TPU）控制，由110伏特直流电经斩波器调节后供给。主发电机定子为中性点相联的双星形绕组，向牵引变流系统输出两路三相交流电。牵引发电机的额定容量为3,000千伏安，额定电压为2,030伏特，额定电流为854安培，额定转速为每分钟1,000转，定子及转子绝缘等级均为H级，冷却方式为径向自通风式。

#### 牵引变流器
牵引变流器柜具有两个独立支路，每个支路包含一个三相全波整流桥、一个直流联接电路和一个脉宽调制逆变器。牵引发电机输出的三相交流电经过三相全波整流后变为稳定的中间直流电压，中间直流电压随着柴油机转速按线性关系变化，中间直流电压范围为1,200~2,600伏特。该直流电压再经过牵引逆变器转换成三相交流电，牵引逆变器采用水冷式大功率IGBT元件（2,080V／825A），逆变器的输出电压和频率范围分别为0~2,030伏特和0~126赫兹。牵引变流器柜内设有独立的冷却水循环和风扇冷却系统。

#### 牵引电动机

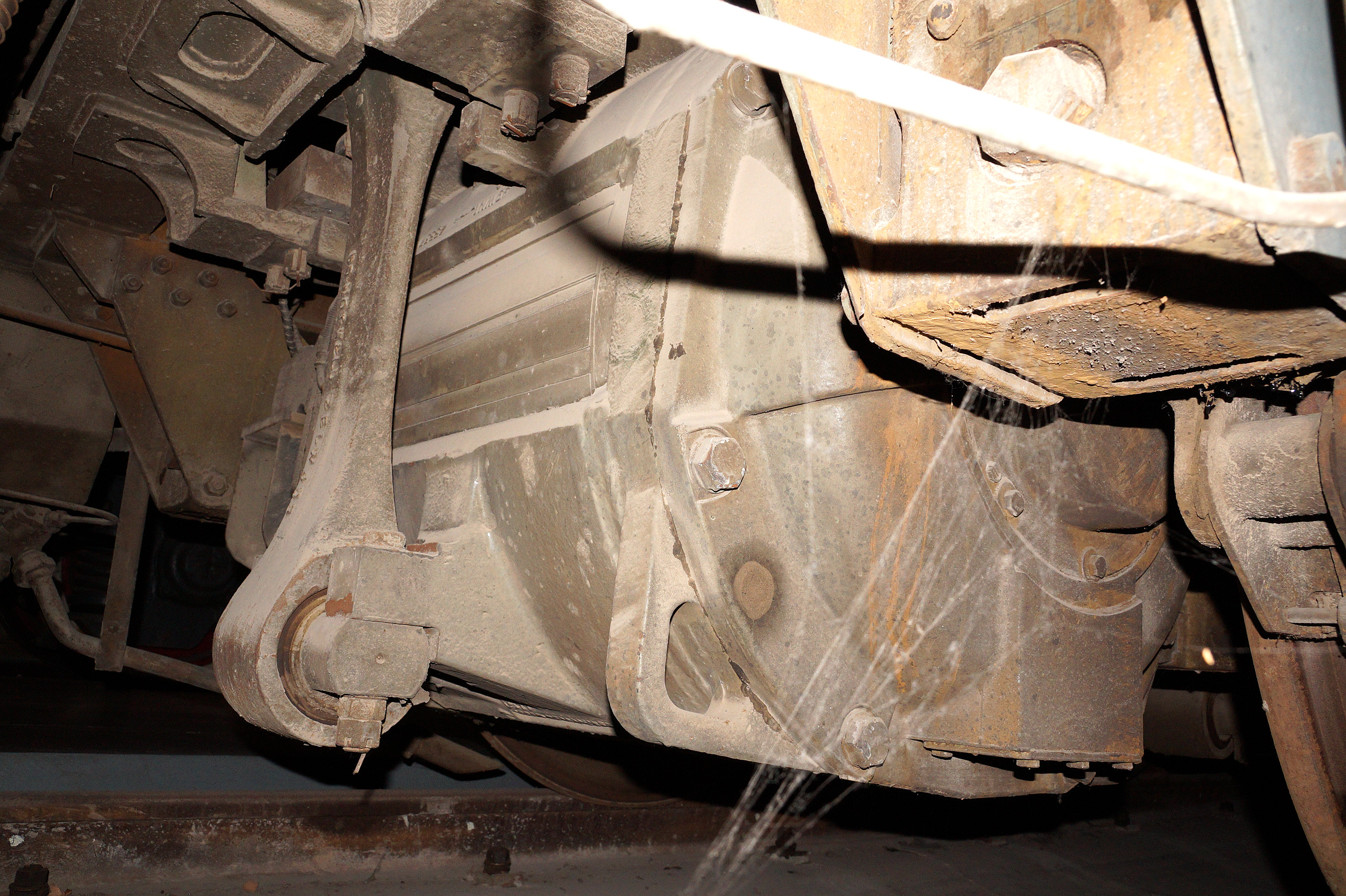
西门子1TB2630型异步牵引电动机

东风4DJ型机车采用西门子1TB2630型四极三相异步电动机，该型牵引电动机同样被应用于西门子和易安迪合作研制的SD60MAC型、SD70MAC型柴油机车。由于该牵引电动机的最高转速高达每分钟3,310转，其驱动端轴承已经超过了润滑脂的适用范围，因而采用了与牵引齿轮共用一个油池的润滑方式。1TB2630型牵引电动机的额定功率为418千瓦，额定电压为2,030伏，最大电流为300安培，额定转速为每分钟370转，最高转速为每分钟3,310转，冷却方式为强迫通风。

#### 电阻制动装置
东风4DJ型机车设有电阻制动装置。在电阻制动工况时由于异步电动机的四象限特性，减速状态的牵引电动机相当于交流发电机，而变流装置的电流方向与牵引工况时相反，牵引逆变器作为整流器工作，制动电阻柜连接在牵引传动系统的直流联接电路上，将电能通过电阻器转化为热能消耗掉。当机车速度大于36.64公里/小时，最大电阻制动功率为2×1,900马力（1,425千瓦）；当机车速度为5~36.64公里/小时，电阻制动可保持恒定的280千牛制动力。

### 控制系统
东风4DJ型机车设有两套微机控制系统，分别为大连机车车辆厂开发的DLC型微机控制系统，以及西门子公司开发的SIBAS 32微机控制系统。DLC系统用于控制柴油机调速、辅助发电机电压调整及各种保护装置，并负责向SIBAS 32系统下达牵引或制动指令，柴油机转速控制采用16位有档无级调速。SIBAS 32车载微机系统是一套以的英特尔80386微处理器为核心的牵引控制单元（TCU），具有逆变器变频控制、牵引功率控制、电阻制动控制、牵引传动电路保护等功能。此外，司机操纵台上并设有一台彩色液晶显示屏，通过列车通讯网络（TCN）的多功能车辆总线（MVB）与TCU连接，直接显示机车运行状态和故障诊断信息。

### 转向架

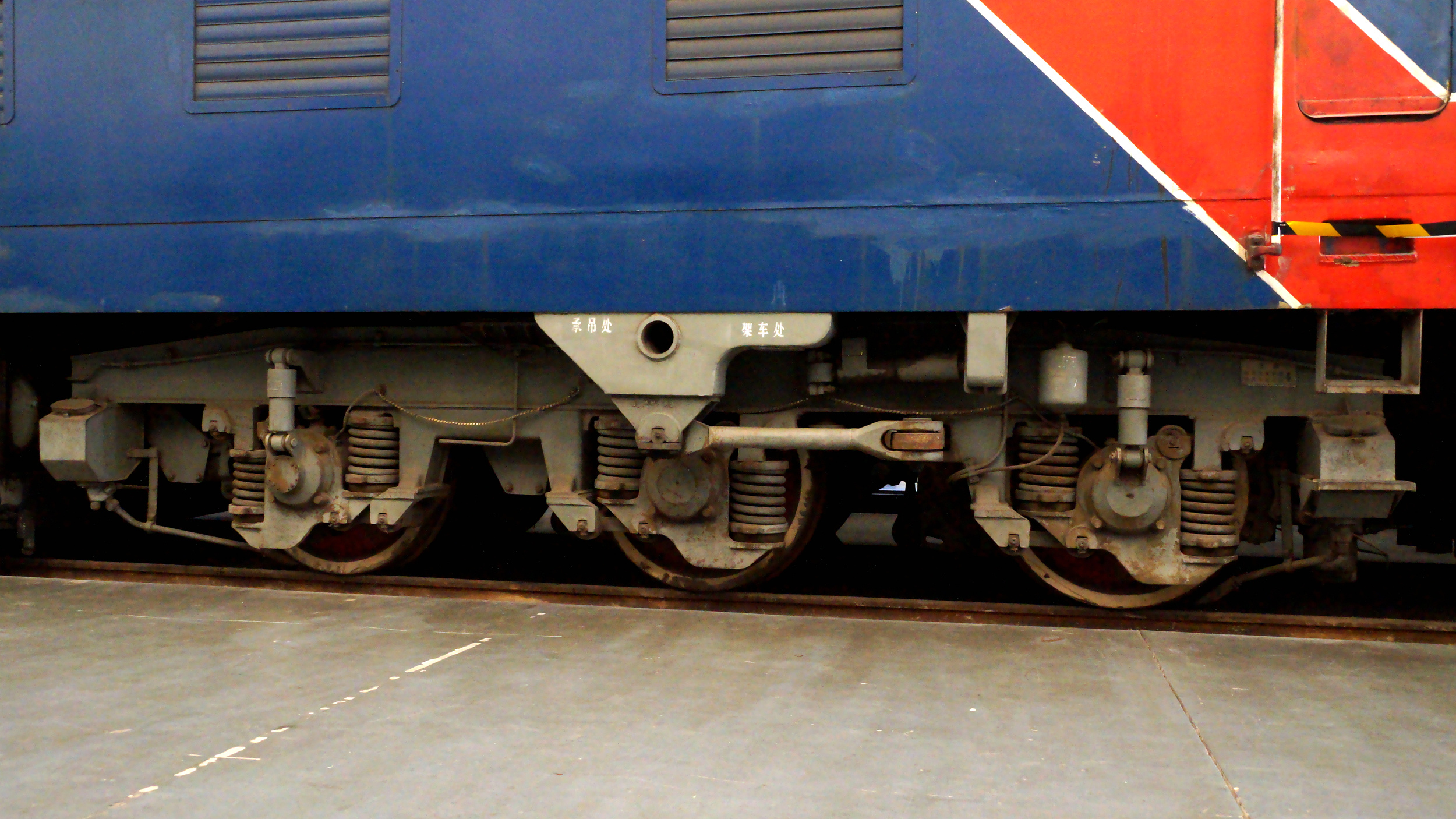
东风4DJ型机车的三轴转向架

机车走行部与东风4D型提速客运机车大致相同，机车轴式为Co-Co，采用两台可互换的三轴半悬挂转向架，轴距为2×1,800毫米。转向架采用钢板组焊成封闭式箱形结构的“目”字形构架，由箱形截面的两根侧梁、两根横梁、前后端梁组焊而成，并分别焊有旁承座、拉杆座、外侧弹簧座、牵引拐臂座、电机吊杆座、水平杠杆座、横向止挡、制动座、制动缸座及砂箱座等。 
轮对轴箱内装有圆柱滚子轴承，轴箱定位装置采用拉杆式弹性定位结构，依靠装有橡胶关节元件的轴箱拉杆来实现轴箱的横向和纵向定位。转向架采用四点支承的旁承装置，车体全部重量通过八个旁承由两台转向架支承。此外，转向架侧梁与车体底架间还设有弹性侧挡装置，使转向架进出曲线时能够相对与车体进行回转运动。弹簧悬挂装置分为一系悬挂和二系悬挂两部分。一系悬挂为轴箱与构架之间的轴箱螺旋弹簧和橡胶垫，并在1、3、4、6轴装有并列的垂向液压减震器；二系悬挂为转向架构架与车体之间的金属夹层旁承橡胶堆，并设有横向和抗蛇行液压减震器。一系悬挂静挠度为131毫米，二系悬挂静挠度为15毫米，总静挠度为146毫米。牵引力和制动力通过低位平行四杆牵引杆机构传递，牵引点高度距离轨面725毫米。 
牵引电动机驱动方式继承了东风4D型提速客运机车的滚动轴承抱轴半悬挂结构。牵引电动机的一侧通过滚动轴承刚性地支承在车轴上，另一侧通过弹性元件（橡胶垫）和吊杆悬挂在转向架构架。牵引电动机采用顺置方式，即电动机都放在车轴的同一侧，有利于减少轴重转移。牵引齿轮传动比为4.27（77：18），最高运行速度为145公里/小时。基础制动方式为带闸瓦间隙自动调节器和弹簧停车制动装置的单元制动装置，采用单侧单闸瓦制动和粉末冶金合成闸瓦。

## 车辆保存
- 东风4DJ型0001号机车，由大连机车车辆工厂于2000年制造，曾配属于北京铁路局丰台机务段，自2005年8月起封存于丰台机务段丰台运用车间，至2010年6月移交给中国铁道博物馆作静态展示。

## 参看
- 东风6型柴油机车
- 东风4D型柴油机车
- 东风4DF型柴油机车
- 东风8BJ型柴油机车
- 东风8CJ型柴油机车
- NJ1型柴油机车
- AC4000型电力机车